# Revoluțiile de la 1917–1923
Revoluțiile de la 1917–1923 a fost un val revoluționar ce a inclus tulburări politice și revolte armate pe glob, inspirate de succesul Revoluției Ruse și de dezordinea creată de urmările Primului Război Mondial. Revoltele au avut în mare parte un caracter socialist sau anti-colonial. Unele revolte socialiste au eșuat în crearea în cele din urmă a unor state socialiste. Revoluțiile au avut efecte de durată în modelarea viitorului peisaj politic european, ca de exemplu colapsul Imperiului German și dizolvarea Austro-Ungariei.
Primul Război Mondial a mobilizat milioane de militari, a remodelat puterile politice și a dus la tulburări sociale. De la tulburări s-a ajuns la izbucnirea de revoluții, greve masive, și mulți soldați s-au revoltat. În Rusia, Țarul Nicolae al II-lea a abdicat în timpul Revoluției din Febuarie. A fost format Guvernul Provizoriu Rus de orientare liberală, acesta este însă răsturnat de bolșevici în timpul Revoluției din Octombrie, ceea ce a dus la izbucnirea sângerosului Război Civil Rus. Mulți soldați francezi s-au revoltat în 1917 și au refuzat să lupte cu inamicul. În Bulgaria, mulți soldați s-au revoltat, iar Țarul Bulgar a cedat. Greve masive și revoltele au cuprins și Austro-Ungaria, iar monarhia Habsburgică s-a prăbușit. În Germania, Revoluția din Noiembrie a dus la sfârșitul Imperiului German. Italia s-a confruntat cu greve masive. Turcia a experimentat un război de independență cu succes. Irlanda a fost împărțită și a fost creat Statul Liber Irlandez. Pe glob, mai multe proteste și revolte au cuprins regiunile.

## Revoluțiile comuniste în Europa

### Rusia

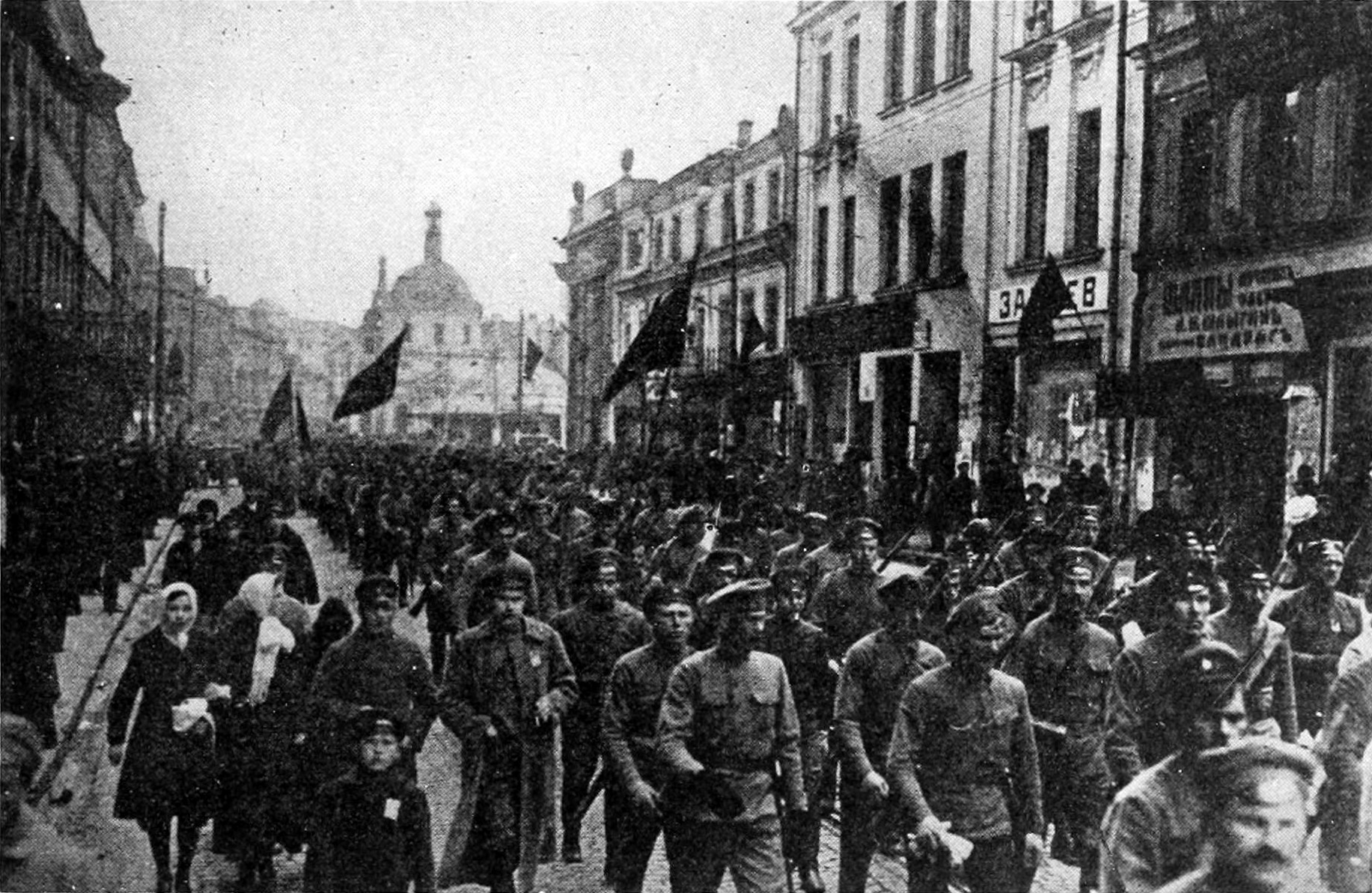
Revoluția din Octombrie la Moscova, Rusia (1917).

În Imperiul Rus sfâșiat de război, Revoluția din Febuarie a răsturnat monarhia. A urmat o perioadă de instabilitate, și bolșevicii au acaparat puterea în timpul Revoluției din Octombrie. Ascensiunea bolșevicilor curând duce la retragerea din război cu niște concesii teritoriale enorme prin Tratatul de la Brest-Litovsk și s-au luptat cu rivalii lor politici în timpul Războiului Civil Rus, inclusiv forțele invadatoare din Puterile Aliate. Ca răspuns la Vladimir Lenin, și boșevici și constituirea Uniunii Sovietice, forțele anticomuniste dintr-o gamă largă de facțiuni ideologice luptă împotriva bolșevicilor, în special de mișcarea contrarevoluționară albă și armatele țărănești verzi, diferitele mișcări naționaliste din Ucraina și alte state noi, cum ar fi cele din Transcaucazia sovietică și Asia Centrală Sovietică, a treia revoluție rusă de inspirație anarhistă și rebeliunea de la Tambov.
Până în 1921, epuizarea, prăbușirea transporturilor și a piețelor și amenințările cu înfometarea au făcut chiar și elemente dizidente ale Armatei Roșii să se revolte împotriva statului comunist, cum ar fi în timpul rebeliunii de la Kronstadt. Cu toate acestea, forțele anti-bolșevice erau necoordonate și dezorganizate și toate operau la periferie. Armata Roșie, care operează în centru, i-a învins pe rând și a recăpătat controlul. Eșecul complet al revoluțiilor inspirate de Comintern a fost o experiență care să dezvolte Moscova, iar bolșevicii au trecut de la revoluția mondială la socialism într-o singură țară, Rusia. Lenin a trecut la deschiderea relațiilor comerciale cu Marea Britanie, Germania și alte țări importante. Cel mai dramatic, în 1921, Lenin a introdus Noua Politică Economică (NEP) care permitea persoanelor private să dețină întreprinderi mici și mijlocii. În acest proces de revoluție și contrarevoluție, Uniunea Republicilor Sovietice Socialiste (URSS) a fost creată oficial în 1922.

### Marele Ducat al Finlandei și Războiul Civil Finlandez
Ca urmare a Revoluției din Febuarie, Partidul Social Democrat din Finlanda a format Gărzile Roșii, format dintr-un echipaj pestriț de activiști sindicali, anarhiști și activiști de stânga. Social-democrații câștigaseră majoritatea absolută în parlamentul finlandez cu 103 din 200 de reprezentanți la alegerile parlamentare din iulie 1916. Primăvara lui 1917 a fost relativ pașnică, cu toate acestea a existat o serioasă penurie de alimente și o inflație severă, care i-au înfuriat atât pe oamenii de afaceri cât și pe muncitori. Grupurile sociale și politice antisocialiste, în special naționaliștii de la Partidul Tânăr Finlandez au fondat și în secret au sprijinit Mișcarea Jägerilor Finlandezi, unde sute de tineri studenți finlandezi s-au înrolat în secret în Armata Germană pentru a lupta împotriva Armatei Ruse pe Frontul de Est. Zilele din iulie de la Petrograd au agravat situația din Finlanda și au existat zeci de mii de trupe rusești în Finlanda ca forțe de apărare de coastă, care și-au organizat propriile consilii de muncitori, marinari și soldați în orașe de coastă finlandeze precum Helsinki, Turku și Viipuri.
Contrar stângii finlandeze, dreapta politică finlandeză și politicile antisocialiste s-au desprins în mai multe facțiuni, cu fermierii arendași, țăranii și baza de votanți agrarieni sprijinind Uniunea Agrară, profesorii și orașele liberale ale clasei de mijloc au sprijinit Partidul Tânăr Finlandez, finlandezii mai conservatori și mai liniștiți (în ceea ce privește politicile de rusificare), unii cu multe legături financiare în Petrograd și Rusia au sprijinit Partidul Finlandez iar suedezii finlandezi și unii nobili au sprijinit Partidul Locuitorilor Suedezi.
Ca urmarea a ascensiunii lui Aleksandr Kerensky la putere în vara lui 1917, sfârșitului monarhiei Romanov și haosului de la Petrograd, parlamentul finlandez a încercat să stabilească o lege cunoscută ca „valtalaki”, „amendamentul puterilor”, care ar muta oficial rolul monarhului rus acum abolit și al guvernatorului general ca Executiv Suprem al Statului Finlandez fie într-un consiliu executiv parlamentar format din trei oameni, fie în Senatul Finlandei (în esență, Cabinetul Parlamentului). Legea a fost dezbătută intens și nu s-a putut stabili un consens. Social-democrații mai prorevoluționari au fost împărțiți înainte de octombrie 1917. Unii doreau ca legea să fie adoptată pentru ca majoritatea social-democrată din Parlamentul finlandez să poată stabili Finlanda ca stat socialist independent, dar problemele au persistat, cum ar fi prezența militară rusă, dintre care mii erau pro-bolșevici.
În august 1917, lovitura de stat a lui Kornilov au aruncat în aer sever relațiile Helsinki-Petrograd. Un consens între social democrați și blocul burgheziei a fost stabilit, și au decis să organizeze noi alegeri în octombrie 1917 ca „primele alegeri” de după abolirea monarhiei Romanov. La alegerile din octombrie, coaliția burgheziei unite a câștigat majoritatea în parlament. Acest lucru a divizat intern SDP și mai mult, revoluțiile au avut loc la câteva săptămâni de la întâmplare și mai mulți social-democrați finlandezi pro-revoluție au avut conversații active cu bolșevicii din Petrograd, precum Otto Wille Kuusinen, Kullervo Manner și Karl Wiik. Parlamentul a confirmat încrederea pentru coaliția burgheză, care va ratifica ulterior declarația de independență a Finlandei la 6 decembrie 1917. Discursul pentru declarație a fost deja ținut de Svinhufvud în parlament pe 4 decembrie.
Parțial ca urmare a furiei și a tensiunilor în creștere după alegerile din octombrie, social-democrații au convocat o grevă generală; una dintre singurele trei din istorie ale Finlandei. Otto Ville Kuusinen și Kullervo Manner, în calitate de membri ai consiliului executiv intern al SDP, au favorizat revoluția acum, iar consiliul SDP a votat împotriva deciziei de revoluție în noiembrie cu un singur vot - mai târziu Kuusinen a regretat acest lucru, deoarece a numit deja mai multe figuri pro-revoluție la consiliu și a avut sprijin pentru mai mult. În plus, tensiunile au crescut atunci când a avut loc un masacru în Mommila, în care un detașament bolșevic independent de soldați ruși a luat cu asalt un conac finlandez ucigându-l pe omul de afaceri finlandez Alfred Kordelin. Viitorul președinte Risto Ryti și soția sa Gerda au scăpat de evenimentele de la Mommila cu câteva minute, fugind într-o pădure din apropiere.
Gărzile Albe au început mobilizarea ca urmare a atacului și și-au declarat sprijinul pentru Senatul Svinhufvud.
Până la mijlocul lunii ianuarie, țara s-a scufundat în haos. Generalul-locotenent Carl Mannerheim sosise de la eliberarea din Odesa la Petrograd la Vaasa pentru a organiza o armată finlandeză. La mijlocul lunii ianuarie, Senatul Svinhufvud a declarat că Garda Albă este armata legală și oficială a statului finlandez. Mai mulți membri ai parlamentului loiali republicii și senatului Svinhufvud au plecat la Vaasa, unde urma să fie amplasat cartierul general al Armatei Albe. În plus, mașinile de tipărit bani ale Băncii Finlandei au fost evacuate la Vaasa pentru a continua producția de monedă pentru statul finlandez.
Până pe 27 ianuarie 1918, Gărzile Roșii au aprins flăcările din vârful Casei Muncitorilor din Helsinki, ceea ce înseamnă că revoluția a început. Armata Albă organizată la Vaasa a reușit să dezarmeze mii de soldați ruși (cu simpatii bolșevice) la Seinäjoki și Vaasa pe 26 și 27 ianuarie. Până în februarie, jägerii finlandezi din Germania se întorseseră înapoi în Finlanda și ajunseseră la Vaasa. În februarie-martie 1918, bolșevicii se aflau într-o stare deplorabilă, deoarece negociatorii germani (cu contacte active ale guvernului finlandez alb) în timpul negocierilor tratatului de pace de la Brest-Litovsk i-au forțat pe bolșevici să renunțe la drepturile Finlandei, să nu-i mai susțină pe bolșevici și să dezarmeze complet restul soldaților ruși staționați pe pământul finlandez încă controlat de bolșevici.
În martie-aprilie, forțele germane au debarcat în Hanko, Åland și regiunea Uusimaa de Est și cu un atac în trei direcții dinspre vest, nord și est, au capturat Helsinki cu trupele finlandeze. Războiul s-a încheiat în esență pe 15 mai 1918, iar albii au organizat o paradă a victoriei la Helsinki pe 16 mai 1918.

### Europa de Vest

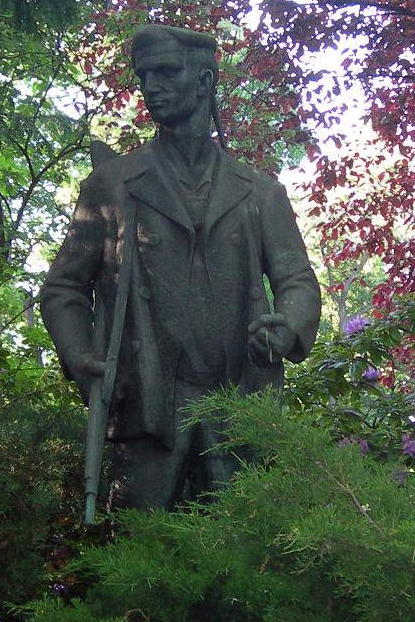
Statuia unui soldat revoluționar; Memorialul Revoluției Germane de la Berlin

Victoriile leniniste au inspirat de asemenea un val revoluționar care avea ca obiectiv comunismul global: Revoluția Germană mai mare și descendenții ei, cum ar fi Republica Sovietică Bavareză, revoluția maghiară vecină și Biennio Rosso din Italia, pe lângă diferite revolte, proteste și greve mai mici, toate acestea s-au dovedit a fi eșuate.
Revoluția Germană, printre altele, a dus la abdicarea decisivă a Kaiserului German, precum și la prăbușirea Imperiului German și de asemenea la remodelarea politică ce urma să vină pe viitor în Europa. A ajutat de asemenea la convingerea autorităților din Marea Britanie să ridice embargo-ul asupra țării.
Bolșevicii au căutat să coordoneze acest nou val de revoluție în Comintern-ul condus de sovietici, iar noile partide comuniste s-au separat de fostele lor organizații socialiste și de cea mai veche Internațională A Doua moderată. Lenin a văzut succesul potențialei revoluții germane ca fiind capabil să pună capăt izolării economice a Rusiei Sovietice nou formate. În ciuda ambițiilor de revoluție mondială, susținătorii socialismului într-o singură țară conduși de Iosif Stalin au ajuns la putere în statul sovietic, au instituit bolșevizarea Comintern-ului și l-au abolit în 1943.
După cel de-Al Doilea Război Mondial, Armata Roșie a ocupat cea mai mare parte a Europei de Est, iar comuniștii au ajuns la putere în statele baltice, Polonia, Ungaria, Cehoslovacia, România, Bulgaria și Germania de Est.

### Italia
Urmările Primului Război Mondial în Italia a rezultat într-o mare rată de șomaj și o criză economică. De exemplu, până la finalul lui 1920, lira italiană valora doar un sfert din valoarea ei din 1914, iar în prima jumătate a anului 1921, costul vieții pentru o familie medie din clasa muncitoare era cu 560% mai mare decât era în 1914. Acești factori au contribuit la provocarea Biennio Rosso (sau cei doi ani roșii), care a fost o perioadă de conflict social intens între revoluționarii comuniști și Regatul Italiei. Creșterea sprijinului clasei muncitoare pentru socialism în această perioadă a fost rapidă și foarte semnificativă, deoarece Partidul Socialist Italian și-a mărit numărul de membri la 250.000, principalul sindicat socialist „Confederația Generală a Muncii” a ajuns la două milioane de membri, în timp ce Sindicatul Italian anarhist crescut până la 500.000 de afiliați.
Această perioadă de activitate revoluționară a fost caracterizată prin crearea consiliilor de fabrică sub controlul revoluționarilor comuniști și anarho-sindicaliști. Conflictul de clasă a apărut și în mediul rural, cu greve și ciocniri în nordul Câmpiei Padului.
În ciuda sprijinului tot mai mare pentru revoluție în Italia, revoluționarii nu au fost capabili să valorifice creșterea mișcării lor, ceea ce a dus la scăderea lentă a dorinței de schimbare socială și a deschis calea unei eventuale reacții fasciste.

### Ungaria
După Primul Război Mondial, Austro-Ungaria s-a dizolvat. În locul ei în Ungaria, a apărut Republica Sovietică Ungară, un stat socialist fondat în martie 1919. A fost dizolvat la începutul lui august ca urmare a înfrângerii în războiul româno-ungar.

## Revoluții noncomuniste

### Irlanda
În Irlanda, atunci parte a Regatului Unit, Rebeliunea de Paști naționalistă din 1916 a anticipat Războiul Irlandez de Independență (1919–1921) în aceeași perioadă istorică ca și primul val de revoluție comunistă. Mișcarea republicană irlandeză a vremii era preponderent o formă naționalistă și populistă de radical-republicanism și, deși avea poziții de stânga și includea socialiști și comuniști, nu era o mișcare comunistă. Republicile Irlandeze și Sovietice Ruse, totuși, au găsit un teren comun în opoziția lor față de Imperiul Britanic și au stabilit o relații comerciale. Cu toate acestea, istoricul britanic E. H. Carr a comentat mai târziu că „negocierile nu au fost luate foarte în serios de nicio parte”. Atât Republica Irlandeză, cât și Republica Socialistă Federativă Sovietică Rusă au fost state proscrise care au fost excluse de la Conferința de Pace de la Paris. Statul Liber Irlandez rezultat a fost fondat în 1922.

### Grecia
Ciocnirea dintre republicanismul radical și monarhismul conservator a fost scânteia conflictului politic din Grecia. În anii care au precedat războiul, Grecia a participat la Războaiele Balcanice împotriva statelor vecine pe motive naționaliste și iredentiste. Marele Război, prin aducerea Greciei de partea victorioasă împotriva vechiului său rival, Imperiul Otoman, a adus la capăt tensiunile existente între două tabere libere ale elitelor politice grecești, cunoscută sub numele de Schisma Națională. În stânga, Venizeliștii, conduși de Eleftherios Venizelos, erau liberali, republicani, progresiști și naționaliști; au favorizat Franța și Marea Britanie în politica externă și au căutat reforme democratizante profunde influențate de radicalii din A Treia Republică Franceză și de prim-ministrul britanic David Lloyd George. În dreapta, monarhiștii erau conservatori, clericali și tradiționaliști; au favorizat Germania în politica externă și au susținut un rol politic puternic pentru rege. Între 1919 și 1922, Grecia a continuat războiul cu Turcia pentru a profita de dizolvarea Imperiului Otoman și a dobândi un teritoriu locuit de etnicii greci. Dezastrul Greciei din Bătălia de la Dumlupınar a determinat discreditarea organizației sale conservatoare și monarhice: revoltele armatei și revoltele populare din 1922 au dus inițial la o lovitură militară de stat a ofițerilor armatei republicane, urmată de abdicarea forțată a regelui Constantin I în 1923 și abolirea monarhiei și înființarea celei de-A Doua Republici Elene în 1924. Acea perioadă de instabilitate a continuat pentru restul perioadei interbelice, cu generalul Pangalos instalat ca dictator după lovitura militară de stat din 1925, o întoarcere la democrație sub Venizelos în 1928 și restaurarea monarhiei printr-o lovitură de stat militară în 1935.

### Spania
Spania, în ciuda neutralității sale din timpul războiului, a fost de asemenea afectată de lupta dintre republicanismul radical și monarhismul tradiționalist. Restaurarea Monarhiei din 1874 a luat forma unui regim parlamentar dar conservator, un regim care subreprezenta marea masă populară și a dat un rol politic major monarhului. O revoluție democratizatoare s-a încercat în 1917 printr-o alianță între radical-republicaniști, socialiști și ofițerii nemulțumiți din Armata Spaniolă, dar curând a eșuat. După război, în orice caz, criticile aduse monarhiei constituționale s-au înmulțite cum climatul internațional s-a dovedit a fi mai favorabil schimbărilor instituționale care să ducă la democratizare și transformarea țărilor în republici, iar statul a dovedit a fi incapabil să rezolve o serie de provocări aduse de război, în special o criză economică postbelică și o acțiune anti-imperială reînnoită în colonii. Mișcările de grevă au proliferat între 1919 și 1923, ducând în special la o escaladare a conflictului paramilitar între mișcările muncitorești și angajatori în orașe precum Barcelona. Între timp, Spania a intrat în război în 1920 pentru a menține controlul asupra ultimelor rămășițe ale imperiului său colonial, care a culminat cu înfrângerea dezastruoasă în timpul bătăliei de la Annual din 1921, care a discreditat în cele din urmă monarhia constituțională. Alegerile repetate nu au reușit să producă majorități în parlament pentru niciunul dintre partidele formate, Partidul Liberal sau Partidul Liberal-Conservator, pentru a aborda crizele. În fața tulburărilor sociale larg răspândite și a paraliziei instituționale, generalul Miguel Primo de Rivera a cerut puterea și a fost numit șef al guvernului cu puteri dictatoriale de regele Alfonso al XIII-lea. Mișcările revoluționare și democratizante din 1916-1922 au fost prevenite de instalarea unei dictaturi militare care va dura până la A Doua Republică din 1931.

### Mexic
Același lucru a fost valabil și pentru Revoluția Mexicană (1910–1920), care degenerase în lupte fracționale între rebeli până în 1915, deoarece forțele mai radicale ale lui Emiliano Zapata și Pancho Villa au pierdut teren în fața „oligarhiei sonorane” mai conservatoare și a acesteia Armate Constituționale. Feliciștii, ultimul grup major de contrarevoluționari, și-au abandonat campania armată în 1920, iar luptele intestine pentru putere s-au atenuat pentru o vreme după ce generalul revoluționar Álvaro Obregón i-a mituit sau ucis foștii săi aliați și rivali deopotrivă, dar deceniul următor a fost martor la asasinarea lui Obregon și a multor altora, încercări eșuate de lovitură de stat militară și o revoltă tradiționalistă masivă, cunoscută ca Războiul Cristero, împotriva persecuției guvernamentale asupra romano-catolicilor.

### Malta
Sette Giugno din 1919 a fost o revoltă caracterizată printr-o serie de revolte și proteste ale populației malteze, inițial ca o reacție la creșterea costului vieții după Primul Război Mondial și concedierea a sute de muncitori din șantierul naval. Acest lucru a coincis cu cererile populare de autoguvernare care au dus la formarea unei Adunări Naționale la Valletta, în același timp cu revoltele. Acest lucru a stimulat dramatic revolta, deoarece mulți oameni s-au îndreptat spre Valletta pentru a-și arăta sprijinul pentru Adunare. Forțele britanice au tras în mulțime, ucigând patru bărbați locali. Costul vieții a crescut dramatic după război. Importurile au fost limitate, iar pe măsură ce alimentele au devenit rare, prețurile au crescut, ceea ce a făcut averea fermierilor și comercianților cu excedente pentru comerț.

### Egipt
O revoluție la nivel național împotriva ocupației britanice a Egiptului și Sudanului a fost efectuată de egipteni și sudanezi din diferite categorii sociale, în urma exilului comandat de britanici a liderului revoluționar Saad Zaghloul și a altor membri ai Partidului Wafd în 1919. Revoluția a condus la recunoașterea de către Marea Britanie a independenței Egiptului în 1922 și la implementarea unei noi constituții în 1923. Marea Britanie, totuși, și-a menținut o mare influență asupra noului creat Regat al Egiptului. Marea Britanie și-a păstrat controlul asupra Zonei Canalului și a Sudanului. Regele Fuad a murit în 1936, iar Farouk a moștenit tronul la doar 16 ani. Alarmat de cel de-Al Doilea Război Italo-Etiopian în timpul căruia Italia fascistă a invadat Etiopia, el a semnat Tratatul Anglo-Egiptean, care impunea Marii Britanii să retragă toate trupele din Egipt până în 1949, cu excepția zonei Canalului Suez. În timpul celui de-Al Doilea Război Mondial, trupele aliate au folosit Egiptul ca bază majoră pentru operațiunile sale în întreaga regiune. Forțele Armate Britanice au fost retrase în zona Canalului Suez în 1947, dar sentimentul naționalist anti-britanic a continuat să crească după război.

### Irak
Deși britanicii au câștigat militar, irakienii au avut o victorie politică. O autonomie mai mare a fost acordată Irakului, cu Faisal I al Irakului instalat ca rege al Irakului. De asemenea, Mandatul Britanic al Mesopotamiei a fost anulat.

### Turcia
În urma predării Imperiului Otoman în Armistițiul de la Moudros și a Tratatului de la Sèvres ulterior, rezistența atât față de sultanatul otoman, cât și față de forțele de ocupare străine a crescut prin formarea Kuva-yi Milliye, miliții neregulate care au luptat împotriva francezilor în ceea ce a devenit Frontul de Sud al războiului. După ocuparea Izmirului de către forțele grecești, Marea Adunare Națională (MAN) a fost formată ca un contraguvern condus de Mustafa Kemal Atatürk. MAN a continuat să lupte împotriva forțelor de ocupație, în special a grecilor care au mărșăluit mai departe în Anatolia, dar și-au oprit înaintarea în bătălia de la Sakarya. Aceasta a fost urmată de începutul Marii Ofensive care a împins forțele grecești invadatoare din Anatolia.

După războiul de independență, sultanatul otoman a fost abolit, punând capăt celor 623 de ani de stăpânire otomană și suveranității Marii Adunări Naționale asupra Turciei. La 29 octombrie 1923, în Turcia a fost declarată o republică cu președinte Atatürk, care a introdus mai multe reforme. Acestea au fost o serie de reforme și politici care au revizuit complet societatea, economia și guvernul turc.

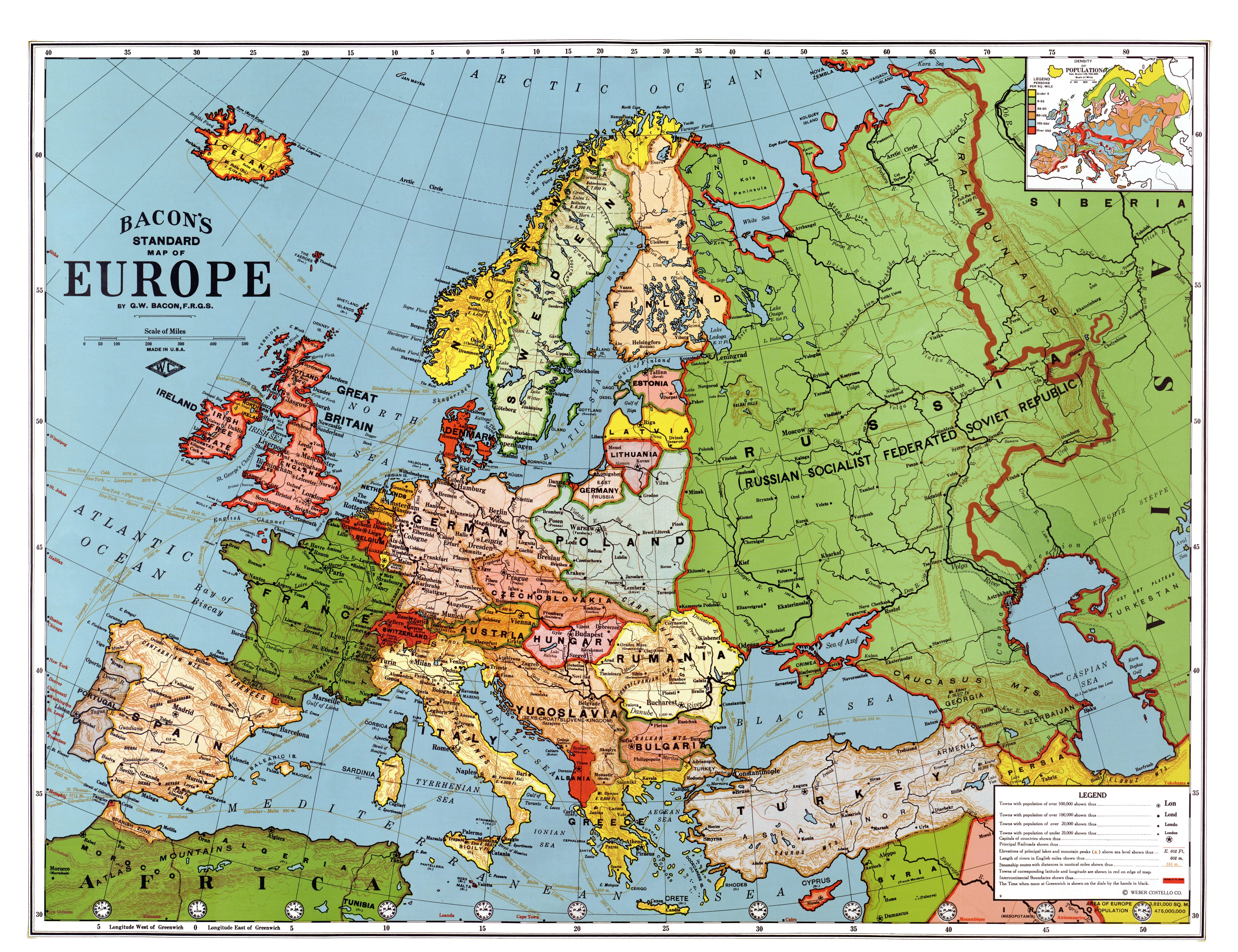
Harta Europei în 1923, după revoluții.